# John Agard
.John Agard FRSL (21 de junio de 1949) es un dramaturgo, poeta y escritor de literatura infantil guyanés que actualmente vive en Reino Unido.

## Biografía
Agard nació en la Guayana Británica (hoy Guyana) y creció en Georgetown. Le encantaba escuchar las transmisiones de cricket en la radio y empezó a inventar sus propias narraciones, lo que despertó su amor por el lenguaje. Estudió inglés, francés y latín a nivel A-Level (equivalente al bachillerato), y escribió su primera poesía publicada mientras estaba en el último año de la escuela secundaria. Se graduó en 1967. Después de terminar sus estudios, enseñó los idiomas que había aprendido y trabajó en una biblioteca local. También fue subeditor y redactor de artículos en el periódico Guyana Sunday Chronicle, publicando dos libros mientras aún vivía en Guyana.
Su padre, Ted, se estableció en Londres, y Agard se mudó al Reino Unido junto con su pareja, Grace Nichols, en 1977, asentándose en Ironbridge, Shropshire. Trabajó para el Commonwealth Institute y la BBC en Londres.
Entre los premios que ha recibido se encuentran el Premio Paul Hamlyn de poesía en 1997, el Premio Cholmondeley en 2004 y la Medalla de oro de la Reina de poesía en 2012. En noviembre de 2021, se convirtió en el primer poeta en recibir el premio a la trayectoria de BookTrust.
En 2008, Agard fue poeta residente en el Museo Marítimo Nacional. Sus poemas Half Caste y Checking Out Me History se han incluido en las antologías de inglés GCSE de Edexcel y AQA, respectivamente, lo que significa que muchos estudiantes de entre 13 y 16 años han estudiado su obra como parte de sus calificaciones de inglés GCSE.
Los registros literarios archivísticos que incluyen «cartas y pruebas relacionadas con las obras poéticas publicadas de John Agard» se encuentran en las Colecciones Especiales de la Universidad de Newcastle, en el archivo de Bloodaxe Books.
Actualmente, Agard vive en Lewes, Sussex Oriental, junto a su pareja, la poeta guyanesa Grace Nichols.

### Como editor
- 1989: Life Doesn't Frighten Me at All. Heinemann [La vida no me asusta en absoluto].
- 1994: A Caribbean Dozen (co-editado con Grace Nichols). Walker Books [Una docena caribeña].
- 1995: Poems in My Earphone. Longman [Poemas en mis auriculares].
- 1996: Why is the Sky?. Faber and Faber [¿Por qué es el cielo?].
- 2000: A Child's Year of Stories and Poems (con Michael Rosen y Robert Frost). Viking Children's Books [Un año de historias y poemas para niños].
- 2000: Hello New!: New Poems for a New Century. Orchard [¡Hola, nuevo!: Poemas nuevos para un nuevo siglo].
- 2002: Under the Moon and Over the Sea (co-editado con Grace Nichols). Walker Books [Bajo la luna y sobre el mar].

## Premios y reconocimientos
- 1982: Premio Casa de las Américas (Cuba) por Man to Pan.
- 1987: Finalista del Premio Nestlé Smarties Book por Lend Me Your Wings
- 1995: Premio de Bronce en la categoría de 6 a 8 años del Nestlé Smarties Book por We Animals Would Like a Word With You [A los animales nos gustaría hablar contigo].
- 1997: Premio Paul Hamlyn de poesía.
- 2004: Premio Cholmondeley.
- 2007: Finalista del premio Decibel Writer of the Year de los British Book Awards por We Brits.
- 2007: Elegido miembro de la Royal Society of Literature.[7]
- 2009: Premio de poesía del Centro de Alfabetización en Educación Primaria por El joven infierno.[8]
- 2012: Medalla de oro de la Reina en poesía.
- 2021: Premio BookTrust a la trayectoria.